# Повітове казначейство
Повітові казначейства - установи були створені у 1796 р. на підставі “Установлення для управління губерній” 1775 р. як місцеві органи губернської казенної палати. За своїми функціональними обов’язками вони відали прийомом, обліком та зберіганням усіх належних державному казначейству прибутків і всіх особливих платежів – земських зборів, зборів по добровільному страхуванню; крім того, вони займалися видачею промислових і торговельних посвідчень. Казначейства проіснували протягом усього періоду перебування України у складі Російської імперії і були ліквідовані радянською владою у 1920 р.